# جورج براينت (لاعب كرة قاعدة)
جورج براينت (بالإنجليزية: George Bryant)‏ هو لاعب كرة قاعدة أمريكي، ولد في 10 فبراير 1857 في بريدجبورت في الولايات المتحدة، وتوفي في 12 يونيو 1907 في بوسطن في الولايات المتحدة.

## وصلات خارجية
- جورج براينت على موقعبيزبول رفرنس.كوم (الدوري الرئيسي) (الإنجليزية)